# Дом-музей И. И. Крылова
Мемориальный дом-музей художника И. И. Крылова — дом-музей в городе Новочеркасск, в котором жил русский живописец и театральный художник Иван Иванович Крылов (1860—1936). Музей относится к федеральным объектам культурного наследия. Находится по адресу: улица Будённовская, дом 92.

## История музея
В 1928 году И. И. Крылов обратился к властям Новочеркасска с предложением принять от него безвозмездный дар около 1000 своих работ.
В 1935 году после повторного заявления городские власти согласились осмотреть его работы.
После смерти художника (1936), в здании Новочеркасского Драматического театра открылась художественная галерея И. И. Крылова, но в 1939 году здание театра сгорело.
Мемориальный дом-музей художника И. И. Крылова был открыт 1 июня 1979 года в доме художника.
В этом доме он прожил более трёх десятилетий, его удалось сохранить от советской застройки. Соседняя мастерская художника была снесена, на её месте построен пятиэтажный дом. На первом этаже экспонируются картины И. И. Крылова и других художников Дона.

## Творчество художника
Художник родился в 1860 году в семье донского казака в станице Елизоветинской, учился в Императорской Академии художеств. Окончив учёбу, жил в Санкт-Петербурге, станице Сиверской, в Москве. В это время он получил известность, как мастер пейзажа. Его картины «Северного цикла» с зимними пейзажами «Лед на Неве», «Вид Москвы с Воробьевых гор» приобрел Великий Князь Сергей Александрович. Вариант этой работы хранится ныне в музее.
Впечатления от его путешествий по Кавказу и Крыму воплотились в картинах «Южного цикла». Множество его работ посвящено Донскому краю. В них можно увидеть донскую степь, разливы рек, цветы. Художника часто называют «Певцом донских степей». Несколько своих работ художник посвятил городу Таганрогу. Это картины: «Берег моря в Таганроге», «Таганрог — мол», «Маяк ночью», «Таганрогская лестница».
В конце 1890-х годов художник возвратился на Дон, купил дом у псаломщика Троицкого храма. Здесь он жил с женой Елизаветой Ивановной Крыловой (Бурхгардт) и дочерью Елизаветой Ивановной. Дом, который является в настоящее время музеем, построен приблизительно во второй половине XIX века и является типовым казацким домом.
Живя в этом доме, художник работал преподавателем Политехнического института, устраивал художественные выставки. Иван Ивановича Крылов завещал Новочеркасску около 900 своих полотен. В экспозиции музея рассказывается об этом его периоде жизни.

## Описание музея
Музей показывает быт среднего сословия горожан, он состоит из деревянной пристройки с верандой, сенями и жилой частью, в которой 4 комнаты. В доме хранится более 70 % мемориальных предметов, связанных с жизнью художника. На стенах висят его картины, автопортрет.
В зале находятся его шахматный столик, кресло-качалка, граммофон, мандолина. В столовой — самовары, медный таз для варенья, крынки и др.
Домик являлся средоточием культурной жизни Новочеркасска. Здесь бывали:
- писатели: А. И. Куприн, А. С. Серафимович, К. А. Тренёв
- музыканты: М. Г. Эрденко, К. М. Думчев, А. М. Листопадов
- певцы: Ф. И. Шаляпин, Л. Б. Собинов
- художники: Н. Н. Дубовской, М. Б. Греков.

Рядом с домом на 1 этаже пятиэтажки находится Выставочный зал, на месте снесённой мастерской художника. В Выставочном зале проводятся городские художественные выставки художников Новочеркасска.
Мемориальный дом-музей художника Ивана Ивановича Крылова является культурным памятником России федерального значения.